# Semily (distrikt)

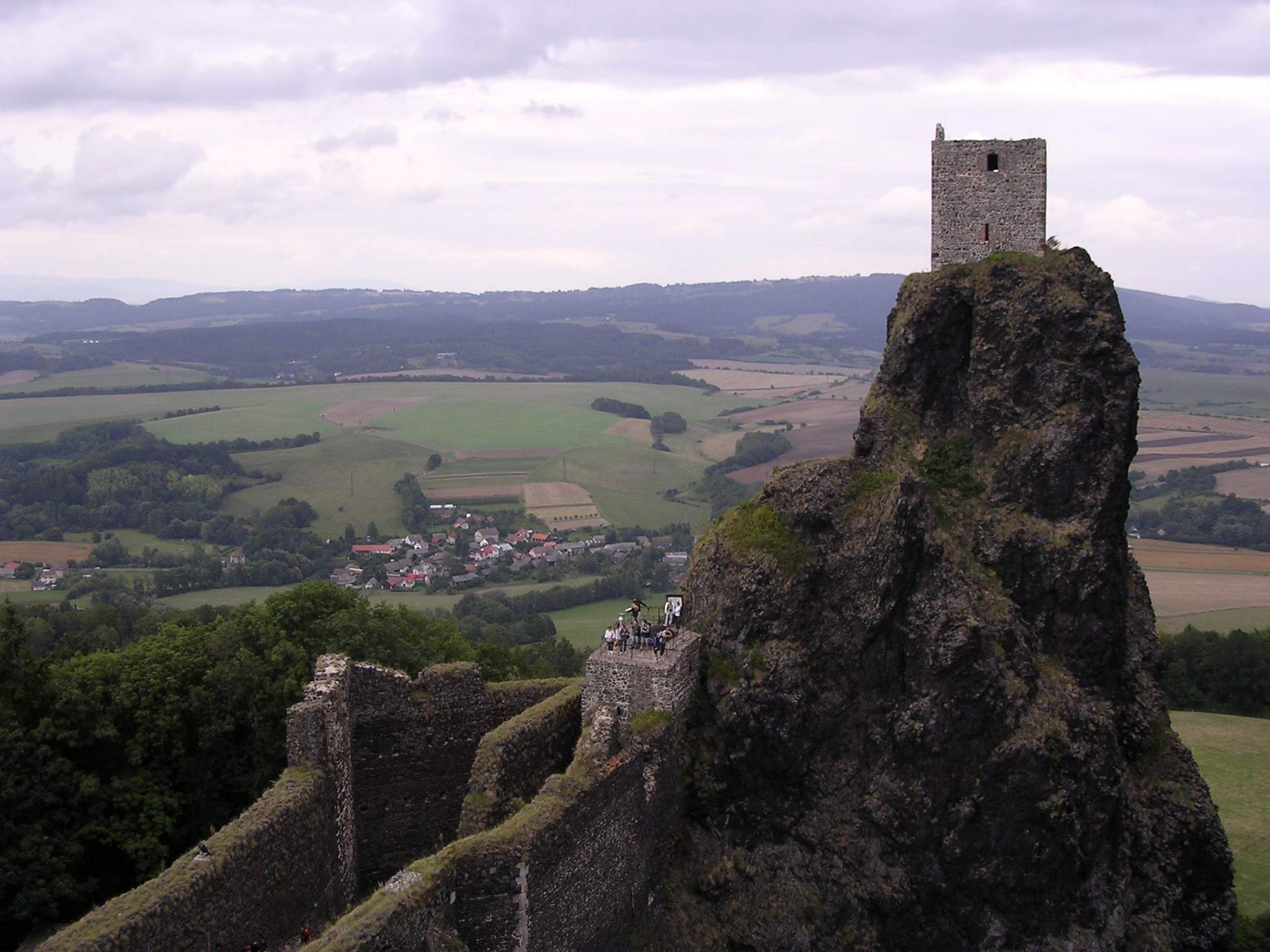

Semily (tjeckiska: Okres Semily) är ett distrikt i Liberec i Tjeckien. Centralort är Semily.

## Komplett lista över städer och byar
- Semily
- Bělá
- Benecko
- Benešov u Semil
- Bozkov
- Bradlecká Lhota
- Bukovina u Čisté
- Bystrá nad Jizerou
- Čistá u Horek
- Háje nad Jizerou
- Harrachov
- Holenice
- Horka u Staré Paky
- Horní Branná
- Hrubá Skála
- Chuchelna
- Jablonec nad Jizerou
- Jesenný
- Jestřabí v Krkonoších
- Jilemnice
- Kacanovy
- Karlovice
- Klokočí
- Košťálov
- Kruh
- Ktová
- Levínská Olešnice
- Libštát
- Lomnice nad Popelkou
- Loučky
- Martinice v Krkonoších
- Mírová pod Kozákovem
- Modřišice
- Mříčná
- Nová Ves nad Popelkou
- Ohrazenice
- Olešnice
- Paseky nad Jizerou
- Peřimov
- Poniklá
- Přepeře
- Příkrý
- Radostná pod Kozákovem
- Rakousy
- Rokytnice nad Jizerou
- Roprachtice
- Rovensko pod Troskami
- Roztoky u Jilemnice
- Roztoky u Semil
- Slaná
- Stružinec
- Studenec
- Svojek
- Syřenov
- Tatobity
- Troskovice
- Turnov
- Veselá
- Víchová nad Jizerou
- Vítkovice
- Všeň
- Vyskeř
- Vysoké nad Jizerou
- Záhoří
- Žernov